# Никола Козлев
Никола Козлев е български книжовник и националреволюционер, един от първите български стихотворци.

## Биография
Роден е през 1824 г. в град Лясковец. Още на 12 години остава сирак. За да се препитава работи като пастир, градинар, занаятчийски чирак. Учи в Лясковец, Елена, Пазарджик, Свищов. Най-важен за него се оказва престоят му от 1848 до 1851 г. в духовната семинария в Кишинев, където се докосва до руската литература.
Между 1852 и 1856 г. е учител в Лясковец, където въпреки съпротивата на местните чорбаджии, провежда реформа и отхвърля килийното училище, за да въведе звучната метода на преподаване.
През 1856 г. взема участие във въстанието на капитан дядо Никола и след неговия край е принуден да емигрира в Бесарабия.
Учителства в село Шикерли Китай (1858-1863) и Болбока (1863-1868). По време на престоя си там, през 1866 г. написва двете си поеми „Бивол Голе и мечка стръвница“ и „Черен Арап и хайдут Сидер“, които са публикувани от Цани Гинчев. 
През 1869 г. се завръща в България. Като сподвижник на Васил Левски взема участие в създаването на мрежата от революционни комитети на ВРО. Заради подозренията на турските власти забягва в Румъния.
Известно време работи като градинар в Турну Мъгуреле, а после отново учителства в Бесарабия. През 1873 г. превежда от руски „Учебна книга за великия божи мир“.
След Освобождението се завръща и продължава учителската си дейност в Лясковец (1879), с. Плаково (1880), и Стражица (1881). Пенсионира се и последните години от живота си прекарва в мизерия.

## Творчество
Никола Козлев оставя сравнително малко по обем литературно наследство, но и интересно свидетелство за епохата. Пише няколко елегии, които са в духа на българската възрожденска литература, но също така са и отзвук от неговата лична житейска драма. В стихосбирката „Стар помян“ са събрани елегиите „Плач над синов гроб“, „Плач и тъга и молба за дъжда“, „Всенароден вопиющ глас“ и серия стихове посветени на Търново. Те не блестят с особен литературен талант. Безспорно най-значимите творби са двете поеми, от които хронологически втората, „Черен Арап и хайдут Сидер“, му отрежда място на един от родоначалниците на българската национална поема. За нея Добри Чинтулов създава музика, а Добри Войников пише възторжени отзиви.

## Посмъртно признание
В негова чест село Дживел в област Шумен е преименувано на Никола Козлево. На негово име е наречена и улица в квартал „Лозенец“ в София (Карта).
В наши дни в Лясковец се провежда областен конкурс за литературно творчество „Никола Козлев и Цани Гинчев“. Наградите в два раздела – поезия и проза – се връчват на 31 октомври, в навечерието на Деня на народните будители.

## За него
- Димо Минев. Цани Гинчев за стогодишнината отъ рождението му. Никола Козлев за тридесетгодишнината отъ смъртьта му: Живот и творчество. Варна: Печатница Взаимность, 1932
- Иван Кирилов. Никола Козлев. София: Ново у-ще, 1938
- Димо Минев. Никола Козлев: Литературно-критически очерк. София: Български писател, 1966
- Иван Радев. Никола Козлев и недоизвървяният път на родното. Велико Търново: Слово, 2011
- Иван Радев. Никола Козлев: Синът и паметта на поета. В. Търново: Веста, 2013